# Пиндлинг, Маргерит
Маргерит Матильда Пиндлинг (англ. Marguerite Matilda Pindling, до замужества Маккензи (McKenzie); род. 26 июня 1932, Южный Андрос) — генерал-губернатор Багамских Островов с 8 июля 2014 года по 28 июня 2019 года. Вдова первого премьер-министра страны Линдена Пиндлинга.

## Биография
Маргерит Маккензи родилась 26 июня 1932 года в южной части Андроса в семье Рувима и Виолы Маккензи. В 1946 году переехала в Нассау в к сестре, посещала Western Senior School. Работала помощницей фотографа Стэнли Тугуда. Вскоре после этого встретила Линдена Пиндлинга, который с 1969 по 1992 год занимал пост премьер-министра Багамских островов. Пара заключила брак 5 мая 1956 года, он продлился до его смерти Линдена Пиндлинга 26 августа 2000 года. В браке родилось четверо детей.
18 июля 2014 года королева Елизавета II назначила Маргерит Пиндлинг генерал-губернатором Багамских островов. Пиндлинг сменила в этой должности Артура Фоулкса и стала второй в истории Багам женщиной-губернатором после Айви Дюмонт. 11 сентября ей было присвоено звание Дамы Большого Креста Ордена Святых Михаила и Георгия. Пиндлинг оставалась в должности до 28 июня 2019 года, когда её место занял Корнелиус Смит.